# Kurt von der Chevallerie
Kurt Wilhelm Gustav Erdmann von der Chevallerie (* 23. Dezember 1891 in Berlin; † nach dem 18. April 1945, vermisst im Raum Kolberg, Hinterpommern) war deutscher General der Infanterie im Zweiten Weltkrieg sowie mit der Führung beauftragter Oberbefehlshaber der 1. Armee.

## Biografie

### Herkunft
Kurt entstammte dem alten Hugenotten- und Adelsgeschlecht der Chevallerie, das 1660 nach Preußen kam. Er war der Sohn des preußischen Generalmajors Hans von der Chevallerie (1857–1946) und dessen Ehefrau Margarete, geborene von Schulz (1866–1945).

### Militärkarriere
Chevallerie trat am 24. Februar 1910 als Fahnenjunker in das Garde-Grenadier-Regiment Nr. 5 der Preußischen Armee in Spandau ein und wurde am 18. Oktober zum Fähnrich ernannt. Vom 24. Oktober 1910 bis 12. Juni 1911 erfolgte seine Kommandierung zur weiteren Ausbildung an die Kriegsschule Neiße.

#### Erster Weltkrieg
Mit Ausbruch des Ersten Weltkriegs kam Chevallerie mit seinem Regiment an die Front und war vom 15. bis 25. November 1914 Kompanieführer, ehe er in gleicher Funktion in das Reserve-Infanterie-Regiment Nr. 262 versetzt wurde. Nach einer schweren Verwundung am 21. Juli 1915 erhielt er während seiner Genesung am 11. August 1915 die Beförderung zum Oberleutnant. Nachdem Chevallerie wieder dienstfähig war, trat er seine vorherige Stellung an. Als Ordonnanzoffizier kam er dann am 26. Juli 1916 in den Stab der Armeegruppe Litzmann. Vom 6. bis 16. September 1916 war er kurzzeitig als Ordonnanzoffizier im Stab des XXXX. Reserve-Korps tätig, war anschließend bis 20. Oktober 1916 Verbindungsoffizier des VI. Armee-Korps zur 70. Honved-Truppen-Division und kam als Adjutant zur 108. Infanterie-Division. Er wurde am 5. Dezember 1916 zur 34. Landwehr-Infanterie-Brigade versetzt, wo er seinen Dienst als Adjutant versah. Diese Stellung behielt Chevallerie, seit 20. September 1918 Hauptmann, über das Kriegsende hinaus bis zum 15. Dezember 1918 bei. Für sein Wirken während des Krieges war er mit beiden Klassen des Eisernen Kreuzes, dem Ehrenkreuz III. Klasse des Fürstlichen Hausordens von Hohenzollern mit Schwertern, dem Verwundetenabzeichen in Schwarz sowie dem Österreichischen Militärverdienstkreuz III. Klasse mit Kriegsdekoration ausgezeichnet worden.

#### Zwischen den Weltkriegen
Chevallerie wurde in sein Stammregiment zurückversetzt und schloss sich nach dessen Demobilisierung einem daraus gebildeten Freikorps an. Er wurde am 1. Mai 1920 in die Vorläufige Reichswehr übernommen und als Kompanieführer im Reichswehr-Infanterie-Regiment 102 verwendet. Vom 1. Oktober 1920 an war Chevallerie fünf Jahre lang Kompaniechef im 4. (Preußisches) Infanterie-Regiment und wurde anschließend für drei Jahre in das Reichswehrministerium nach Berlin versetzt. Danach erfolgte eine Verwendung im 3. (Preußisches) Reiter-Regiment als Chef der 2. Eskadron sowie die Beförderung zum Major am 1. Februar 1931. Vom 1. Januar 1932 bis 1. September 1933 war Chevallerie beim Stab der 6. Division in Münster. Anschließend wurde er Kommandeur des II. Bataillons des 17. Infanterie-Regiments in Göttingen. Am 1. Juli 1933 wurde er zum Oberstleutnant und am 1. Juli 1935 zum Oberst befördert. Er wurde Kommandeur des Infanterie-Regiments 82, Chef der 10. Abteilung im Generalstab des Heeres und schließlich Chef der Zentralabteilung des Generalstabs (15. August 1938 bis 1. Dezember 1939).

Wappen aller Hugenotten-Adelsfamilien Chevallerie

#### Zweiter Weltkrieg
Am 1. März 1939 zum Generalmajor befördert, wurde er bei Kriegsbeginn und dem Überfall auf Polen Kommandeur der 83. Infanterie-Division. Am 10. Dezember 1940 übernahm er die 99. leichte Division, wo er am 1. Januar 1941 zum Generalleutnant befördert wurde. Mit seiner Division nahm er am Deutsch-Sowjetischen Krieg teil und erhielt für die Leistungen der Division beim Vorstoß in die Südukraine am 23. Oktober 1941 das Ritterkreuz des Eisernen Kreuzes.
Vom 1. bis 28. Dezember 1941 befand Chevallerie sich in der Führerreserve. Am 28. Dezember wurde er mit der Führung des LIX. Armeekorps beauftragt und nach seiner Beförderung zum General der Infanterie am 1. Februar 1942 Kommandierender General des Korps. Für die Abwehrleistung seines Korps im Raum Kiew im November 1943 wurde ihm am 19. Dezember 1943 das Eichenlaub zum Ritterkreuz (357. Verleihung) verliehen. Während der Ausbruchskämpfe aus dem Kessel von Kamenez-Podolski (März/April 1944) befehligte er die nördliche Kesselfront mit dem LIX. Armee- und XXIV. Panzerkorps. Vom 2. Juni 1944 bis zum 5. September 1944 war Chevallerie mit der stellvertretenden Führung der 1. Armee in Frankreich beauftragt, mit der er sich im Sommer 1944 unter schwierigsten Umständen nach Lothringen zurückkämpfte. Anschließend wurde er in die Führerreserve des Oberkommandos des Heeres (OKH) versetzt und am 31. Januar 1945 aus dem aktiven Dienst verabschiedet.
Seit dem 18. April 1945 gilt er im Raum Kolberg in Hinterpommern als vermisst.

### Familie
Am 18. Dezember 1918 heiratete Chevallerie in Berlin Dorothea Zander (1895–1957), die Tochter des Geheimen Sanitätsrats Dr. med. Rudolf Zander und dessen Ehefrau Charlotte Eiss. Das Ehepaar hatte einen Sohn Hans-Rudolf (Leutnant, gefallen 1940) und drei Töchter.